# 帕特莫斯
帕特莫斯（希臘語：Πάτμος），是希腊南愛琴大區卡利姆诺斯专区的市镇。行政中心为帕特莫斯村。市镇面积为34.05平方公里，2021年人口数量为3,283人。
帕特莫斯市镇包括帕特莫斯岛及众多小岛（如阿爾基島）。这些岛屿均属于佐澤卡尼索斯群島。